# Phare d'Egg Island (Bahamas)
Le phare d'Egg Island est un phare actif situé sur l'atoll d'Egg Island appartenant administrativement au district de Spanish Wells (archipel d'Eleuthera), aux Bahamas. Il est géré par le Bahamas Port Department 

## Histoire
La première station de signalisation a été mise en service en 1891. Le phare actuel est situé sur le plus haut point de l'île, au nord-ouest de la pointe d'Eleuthera.

## Description
Ce phare  est une tour métallique à claire-voie de 18 m de haut. Il émet, à une hauteur focale de 34 m, un éclat blanc par période de 3 secondes. Sa portée est de 12 milles nautiques (environ 22 km).
Identifiant : ARLHS : BAH-006 - Amirauté : J4678 - NGA : 110-12200 .

### Lien connexe
- Liste des phares des Bahamas